# Adallom
Adallom es una empresa tecnológica israelí, desarrolladora de software que asegura el uso de aplicaciones SaaS empresariales, audita la actividad del usuario y protege a los empleados y los activos digitales de las amenazas en tiempo real. En julio del año 2015, Microsoft anuncio la adquisición de Adallom por un monto de 320 millones de dólares. El producto Adallom fue renombrado como Microsoft Cloud App Security siendo anunciado en abril de 2016 su fecha de lanzamiento.

## Historia
Adallom fue fundado en el año 2012 por Assaf Rappaport, Ami Luttwak y Roy Rezenik, quienes anteriormente fueron miembros de la Unidad 8200 perteneciente a Israeli Intelligence Corps' y alumnos de Talpiot program. El nombre de la empresa Adallom se originó por el lugar Ad Halom ubicado en Israel, también conocida como la "última línea de defensa. Adallom obtuvo 4.5 millones de dólares en fondos de la Serie A de Sequoia Capital y Zohar Zisapel. Adallom fue fundado en el año 2012 por Assaf Rappaport, Ami Luttwak y Roy Rezenik, quienes anteriormente fueron miembros de la Unidad 8200 perteneciente a Israeli Intelligence Corps' y alumnos de Talpiot program. El nombre de la empresa Adallom se origino por el lugar Ad Halom ubicado en Israel, también conocida como la "última línea de defensa. Adallom obtuvo $ 4.5 millones en fondos de la Serie A de Sequoia Capital y Zohar Zisapel. Adallom fue nombrado por CRN como las 10 mejores startups de seguridad de 2013.

## Productos
Los fundadores crearon Adallom con el adagio de que SaaS como clase es segura, pero la forma en que los empleados realmente utilizan SaaS no lo es. En noviembre de 2013, Adallom lanzó una solución de seguridad completa que audita las actividades realizadas en las aplicaciones SaaS y desarrolla inteligencia para predecir y proteger contra problemas de seguridad de TI, brindando habilitación al usuario final de SaaS mientras mantiene el control y la visibilidad de TI. Proporciona herramientas para crear una política de seguridad coherente en todas las aplicaciones en la nube en uso dentro de una empresa.
La tecnología Smart Engines de Adallom funciona de manera similar a la forma en que las compañías de tarjetas de crédito procesan un seguimiento de las operaciones que aparecen fuera de lo común porque detiene los ataques al proporcionar informes en tiempo real de comportamientos extraños.
En diciembre de 2013, Adallom descubrió e informó un error de vulnerabilidad de secuestro de tokens (CVE-2013-5054) en Microsoft Office 365. La vulnerabilidad de robo de identidad en Office 365, que se encuentra en la naturaleza, permitió a los atacantes tomar las identidades de los usuarios y robar correos electrónicos y documentos. El problema fue informado por Noam Liran, arquitecto jefe de software en Adallom, y la solución se abordó en el Boletín de seguridad de Microsoft MS13-104.